# Turó del Magre
El Turó del Magre és una muntanya de 781 metres que es troba al municipi de Sant Guim de Freixenet, a la comarca catalana de la Segarra.
Al cim podem trobar-hi un vèrtex geodèsic (referència 271114001).